# Victoriaville
Victoriaville är en stad (kommun av typen ville) och tätort (centre de population) i provinsen Québec i Kanada. Den ligger i regionen Centre-du-Québec, i den sydöstra delen av landet, 300 km öster om huvudstaden Ottawa.  Antalet invånare vid folkräkningen 2021 var 47 760 i kommunen och 46 322 i tätorten.